# Megelli Motorcycles
Megelli Motorcycles va ser un fabricant de motocicletes britànic amb seu a North Hykeham, Lincoln, que tingué activitat entre el 2004 i el 2014. La seva raó social era Megelli Ltd, North Hykeham, Lincoln LN6 9AL, UK. El fundador de l'empresa, Barry Hall, va desenvolupar inicialment tres models, tots ells equipats amb un motor de quatre temps de 125 cc. La primera presentació en públic va tenir lloc a l'EICMA de Milà el 2007. El disseny i desenvolupament de les Megelli es feien a Anglaterra, mentre que la producció es feia a Taiwan.

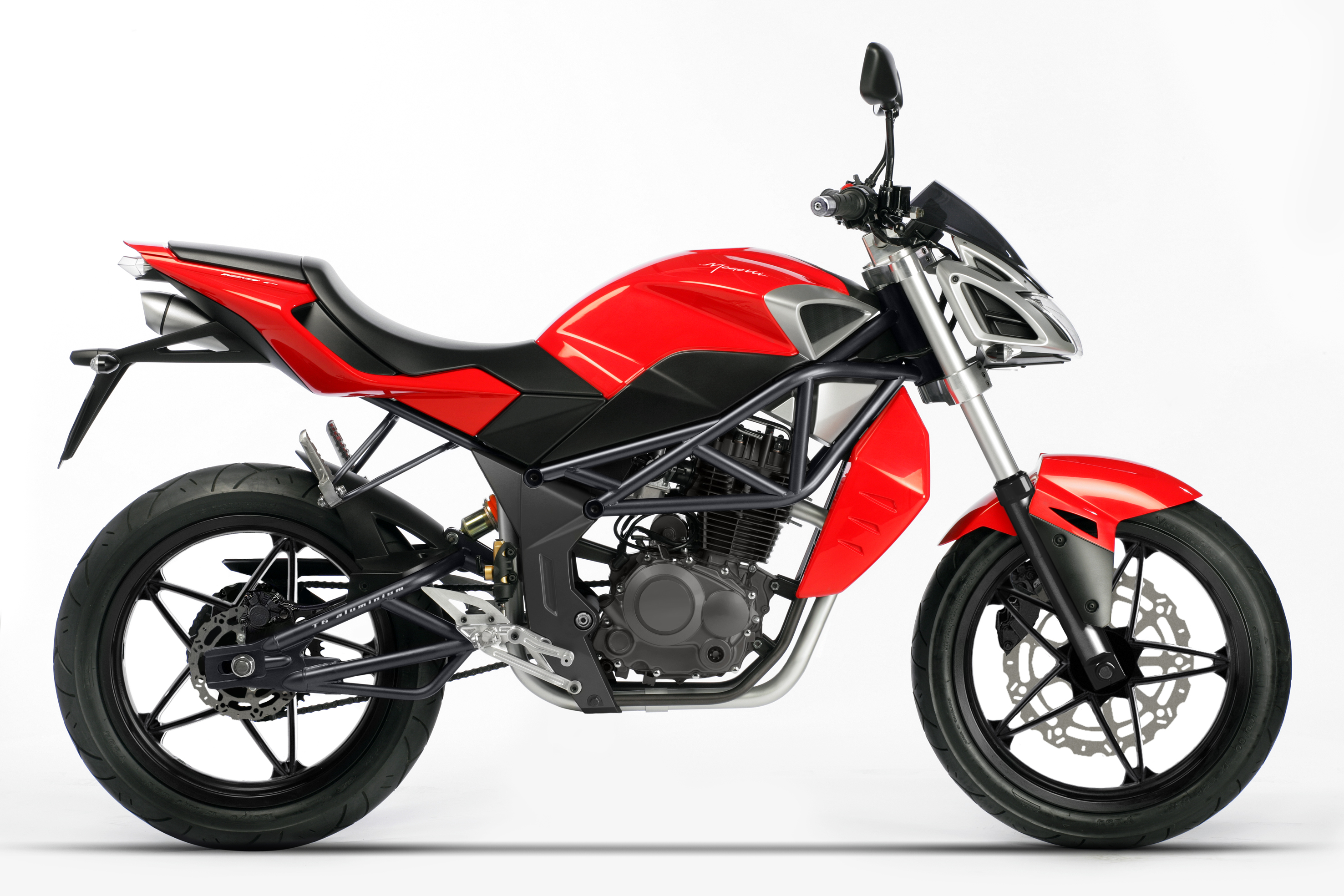
Una Megelli Naked del 2008